# Кринкі-Борове
Кринкі-Борове (пол. Krynki Borowe) — село в Польщі, у гміні Городиськ Сім'ятицького повіту Підляського воєводства.
Населення — 45 осіб (2011).
У 1975-1998 роках село належало до Білостоцького воєводства.

## Демографія
Демографічна структура станом на 31 березня 2011 року:
|          | Загалом | Допрацездатний вік | Працездатний вік | Постпрацездатний вік |
| -------- | ------- | ------------------ | ---------------- | -------------------- |
| Чоловіки | 22      | 5                  | 12               | 5                    |
| Жінки    | 23      | 2                  | 12               | 9                    |
| Разом    | 45      | 7                  | 24               | 14                   |